# Kamptjärnarna, Dalarna
Kamptjärnarna är en sjö i Orsa kommun i Dalarna och ingår i Dalälvens huvudavrinningsområde.